# Schronisko na Ruszczynie
Schronisko PTT na Ruszczynie – nieistniejące obecnie schronisko turystyczne zlokalizowane pod najwyższym szczytem Gorganów – Sywulą. Był to najdalej na południowy wschód wysunięty obiekt należący do Oddziału Lwowskiego Polskiego Towarzystwa Tatrzańskiego. Oficjalnie otwarty w 1938 roku, funkcje schroniska turystycznego pełnił do wybuchu II wojny światowej; uległ zniszczeniu już w roku 1941.

## Historia
Pierwotne plany budowy schroniska pod Sywulą przyjęto na Zjeździe Karpackim w Jaremczu w czerwcu 1934 roku. Obiekt zlokalizowany miał być na Ruszczynie – szerokiej przełęczy stanowiącej zwornik pomiędzy masywem Sywuli na północy oraz znacznie niższymi szczytami Kruhłej na zachodzie, Negrowej na wschodzie  i bezimiennym grzbietem odchodzącym na południe w kierunku Taupiszyrki. Siodło zajmowała polana nosząca nazwę Połoniny Ruszczyny (od zachodu; od strony wschodniej nazywano ją Połoniną Bystrą). Biją na nim źródła Złotej Bystrzycy. Prace powierzono Oddziałowi Lwowskiemu PTT, który początkowo był w stanie wybudować jedynie prymitywny schron z 10 pryczami, który stanął poniżej górnej granicy lasu, przy zielonym szlaku schodzącym doliną potoku Negrowy.
Zamiar budowy zagospodarowanego schroniska potwierdzono przy tym w kolejnym roku, w czasie Zjazdu Karpackiego w Wiśle z maja 1935 roku. Prace przy nowym obiekcie rozpoczęto jeszcze w 1935 roku. Wybrano miejsce na skraju lasu i połoniny na wysokości w przybliżeniu 1420 m n.p.m., około 1,5 km od szczytu Wielkiej Sywuli. Projekt budynku wykonał lwowski architekt Tadeusz Solecki, który był również autorem planów obiektów Oddziału Lwowskiego w dolinie Mołody i Świcy. Parter wykonano z głazów piaskowca zalegających na zboczach Sywuli w formie „gorganu” (wnętrza pokryto boazerią), z kolei wyższe kondygnacje zbudowano z drewna z pobliskiego lasu.
W czasie robót Oddział Lwowski PTT, budujący wówczas jednocześnie kilka schronisk, borykał się ze znacznymi trudnościami finansowymi, próbując pozyskiwać dotacje na ten cel od instytucji państwowych (Ministerstwo Komunikacji, Państwowy Urząd Wychowania Fizycznego i Przysposobienia Wojskowego). Z  tych względów prace przy obiekcie trwały począwszy od jesieni 1935 przez cały rok 1936 i większość 1937. Wtedy to budynek zamknięto w stanie surowym i nakryto dachem. Wykonano wówczas większość stolarki wewnętrznej, wykończono kuchnię i dwa pokoje (jeden na parterze, drugi na piętrze). Choć zimą 1937/1938 częściowo oddane do użytku schronisko oferowało zaledwie 10 miejsc do spania, to jednak udzieliło aż 300 noclegów, na co wpływ miały wysoko cenione okoliczne tereny narciarskie.
Wyposażenie obiektu uzupełniono w roku 1938, kiedy mogło ono udzielić jednocześnie 42 noclegów (22 łóżka, 12 prycz z siatkami sprężynowymi we wspólnej sali i 10 sienników). Niemniej wciąż jeszcze wskazywano, że niegotowa była sala przeznaczona do wspólnych noclegów na poddaszu, a ponadto schronisko należało wyposażyć w wodociąg grawitacyjny i toalety. Do wykończenia pozostawały piwnice, budynek gospodarczy; uprzątnięcia wymagała okolica budynku. Po otwarciu schroniska znaczenie utracił funkcjonujący wcześniej schron tymczasowy.
Po wybuchu II wojny światowej schronisko (położone kilkaset metrów od ówczesnej węgierskiej granicy) zostało zajęte przez wojska radzieckie i zamienione w posterunek straży granicznej. Latem 1941 roku po ataku Niemiec na ZSRR zostało celowo spalone przez wycofujących się radzieckich pograniczników. Do XXI zachował się jedynie obrys fundamentów i zarastające drzewami kamienne bloki tworzące dawniej przyziemie schroniska.

## Galeria

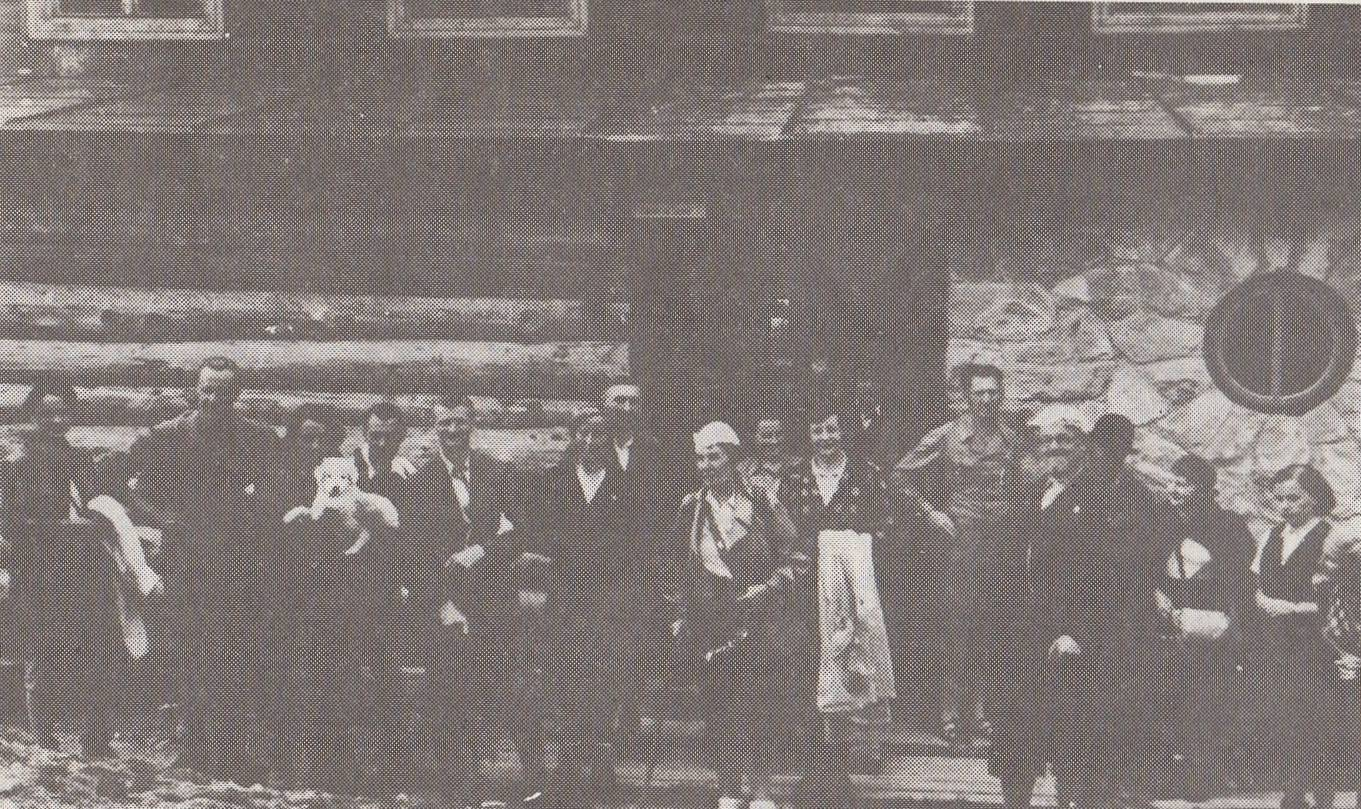
Przed schroniskiem pod Sywulą. Trzeci z prawej Mieczysław Orłowicz
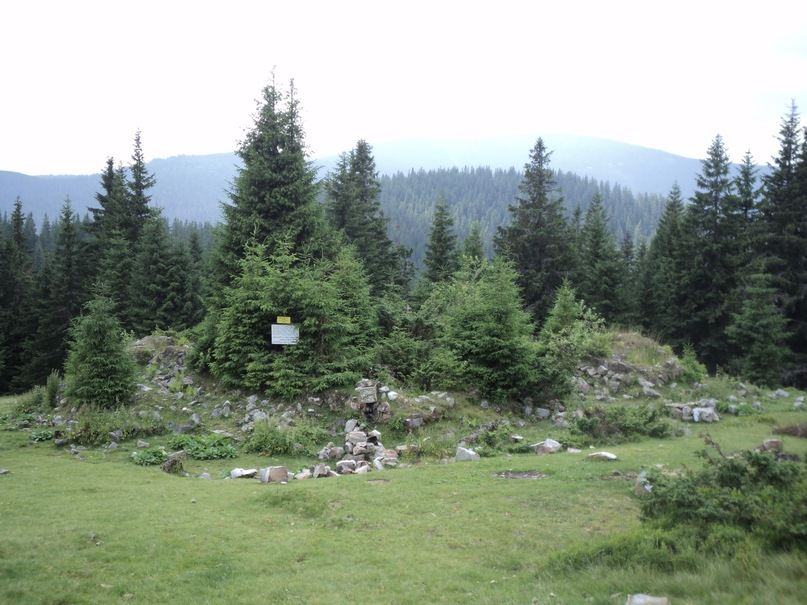
Ruiny schroniska (2013)

## Szlaki turystyczne
Ruszczyna w latach 30. XX wieku stanowiła ważny węzeł szlaków turystycznych, z Głównym Szlakiem Karpackim na czele.
- Główny Szlak Karpacki
  - na Sywulę, przełęcz Borewka (ze schronami PTT), Ihrowiec i Wysoką,
  - do Rafajłowej doliną Sałatruka,
- przez Kruhłą, Koniec Gorganu i grzbiet Gorgan do doliny Łomnicy i schroniska PTT w Jali, 
  -  odgałęzienie doliną potoku Bystryk do doliny Łomnicy i schroniska w Jali,
- trawers zboczami Sywuli i Borewki do doliny Łomnicy i schroniska w Jali[4][15][16][17].